# 犬眼脂䲁
犬眼脂䲁（學名：Cottoclinus canops），為輻鰭魚綱䲁形目脂䲁科犬眼脂䲁屬的一個種，分布於東太平洋加拉巴哥群島海域，深度0至5公尺，本魚延長，頭球狀，稍凹陷，眼位於頭頂較高位置，鼻觸鬚、眼觸鬚和頸觸鬚小且分枝，頸觸鬚1對，口短，止於瞳孔後緣，上頜後上角嵌入頰囊，唇肉質，下唇有與下巴相連的遊離腹瓣，牙齒圓錐形，粗壯，稍彎曲，下顎有一對前犬齒，側線有47個有孔的鱗片；除胸部、腹部、胸鰭前部以及頸背延伸至前4-5條背棘下方的區域外，全身均覆鱗片，頭部有許多棕色斑點，眼球頂部顏色較深，上唇後部有深色斑紋，中部有深色斑紋，並向下延伸至下唇，背鰭硬棘20-21枚、背鰭軟條10枚、臀鰭硬棘1枚、臀鰭軟條19枚，體長可達4.5公分，棲息在潮間帶潮池，雌魚產附著性卵，雄魚會守護卵，幼魚為浮游性，生活習性不明。